# Anthologie de l'art africain du XX siècle
Anthologie de l'art africain du XX siècle è una raccolta di saggi pubblicata in francese e in inglese dalla rivista e casa editrice Revue Noire. La raccolta è curata da N'Goné Fall e Jean Loup Pivin e pubblicata nel 2001.

## Contenuto
L'antologia è organizzata in sei sezioni
1. Geografia delle forme. Permanenze.
2. La città moderna
3. L'invenzione dell'artista
4. Rinascimento e identità
5. La fine delle illusioni
6. Un continente nel mondo.

La pubblicazione si conclude con gli allegati che presentano una cronologia degli eventi artistici africani, biografie degli autori, bibliografia e indici. Partecipano all'opera tra i più importanti africanisti e studiosi dell'arte africana e dell'arte contemporanea africana.
L'opera introduce alcuni saggi con una serie di opere e bibliografie di artisti, collocati in modo da non illustrare il testo ma di contribuire al suo tema. 
- Un continente nel mondo. Opere e biografie di Chéri Samba, Bodys Isek Kingelez, Sokey Edorh, Pume, Tiébéna Dagnogo e Kouas.
- L'illusione del metissaggio. Opere e biografie di Bili Bidjocka, Abdoulaye Konaté, Sokari Douglas Camp e Owusu-Ankomah.
- L'arte e la maniera. Opere e biografie di Yinka Shonibare, Fernando Alvim, Gaby Nzekwu, Jems Robert Koko Bi, Pascale Marthine Tayou, Aimé Ntakiyica, Amouzou-Glikpa, Ouattara, Mickaël Bethe Selassié e Moshekwa Langa.
- Il Sudafrica post-apartheid. Opere e biografie di Andries Botha, Willie Wester, Bernadette Searle, William Kentridge, Gavin Younge, Sue Williamson e Jane Alexander.
- Migrazioni e convergenze. Opere e biografie di El Anatsui, Mustapha Dimé, António Ole, Serigne M'Baye Camara, Kofi Setordji, Viyé Diba, Amahiguere Dolo, Berry Bickle, Tapfuma Gutsa, El Hadj Sy, Joël Mpah Dooh e Ousmane Sow.

L'opera presenta la produzione artistica del XX secolo dell'Africa organizzata in ordine grosso modo cronologico. Alcuni saggi hanno una funzione introduttiva e storica, altri approfondiscono un periodo o un tipo di produzione a livello nazionale e più raramente regionale. 
In questo modo viene presentata attraverso alcuni testi la produzione artistica in Angola, Burkina Faso, Camerun, Repubblica Democratica del Congo, Congo, Costa d'Avorio, Etiopia, Ghana, Mozambico, Nigeria, Senegal, Sudafrica, Uganda, Zimbabwe. Non è invece inclusa nella pubblicazione la produzione artistica del Nord Africa.
Il testo presenta artisti già pubblicati nelle pagine della rivista "Revue Noire" ma anche nuovi protagonisti e prospettive.

### Contributi
- Joazinho Francisco Ayi d'Almeida
  - L'enseignement de l'art et les académismes, pp. 272–281.
- Marie-Hélène Boisdur du Toffol
  - Les "souwères", pp. 120–125.
  - Politique culturelle au Sénégal, pp. 230–237.
  - L'École Négro-Caraïbes et le mouvement Vohou-Vohou, pp. 238–241.
- Joëlle Busca
  - L'illusion du métissage, pp. 334–345.
- Sabine Cornelis
  - Premiers mouvements au Congo Belge, pp. 154–167.
- N'Goné Fall
  - Migrations et convergences, pp. 378–397.
- Ètienne Féau
  - Territoire et formes, pp. 22–61.
  - Pratiques rituelles en mouvement, pp. 62–69.
- Till Förster
  - Figuration et publicité, pp. 106–117
- Joseph Garazi Seini
  - Les Nouveaux modernes du Ghana, pp. 182–187.
- Joanna Grabski
  - L'école de Poto-Poto, Congo, pp. 176–181.
- Sigrid Horsch-Albert
  - L'école d'Oshogbo, Nigeria, pp. 188–191.
- Benetta Jules-Rosette
  - L'art d'aéroport, pp. 118–119.
- George Kyeyune
  - L'art moderne à l'université de Makerere, Ouganda, pp. 192–197.
  - Période de structuration à Makere, Ouganda, pp. 242–245.
  - Bouleversements en Afrique de l'Est, pp. 292–297.
- Alexandra Loumpet-Galitzine
  - Ibrahim Njoya, maître du dessin bamoun, pp. 102–105.
- Marylin Martin
  - Les précurseurs d'Afrique du Sud, pp. 204–213.
  - Continuité et rupture en Afrique du Sud, pp. 250–261.
  - L'Afrique du Sud post-apartheid, pp. 374–377.
- Elikia M'Bokolo
  - Les aires géographiques et culturelles, pp. 14–21 / Geographical and Cultural Areas.
  - Naissance des villes coloniales, pp. 90–97.
  - Les indépendances, une naissance plutôt qu'une renaissance, pp. 216–219.
  - 15 ans d'indépendance: un bilan en clair-obscur, pp. 269–271.
- Adriano Micingue
  - Kitsch et manipulation politique en Angola, pp. 304–307.
- Simon Njami
  - L'art et la manière, pp. 346–363.
- Sylvester Ogbechie
  - Les années 30 à Lagos, Nigeria, pp. 168–175.
  - Zaria Art society et le mouvement Uli, Nigeria, pp. 246–249.
  - Zaria, Nsukka et le Festival des arts de Lagos, Nigeria, pp. 286–291.
- Richard Pankhurst
  - Art populaire néo-chrétien d'Éthiopie, pp. 70–77.
- Blaise Patrix
  - Burkina Faso: de l'art social aux initiatives privées, pp. 282–285.
- Thierry Payet
  - Peinture et mouvements de libération au Mozambique, pp. 308–311.
- John Picton
  - La sculpture néo-traditionalle au Nigeria, pp. 98–101.
  - Cercueils et art funéraire, pp. 126–129.
  - Tradition et XXe siècle, pp. 329–333.
- Jean Loup Pivin
  - La ville de toutes expressions, pp. 78–89 / Postulates and Convictions.
  - Les artistes messagers, pp. 130–151.
  - L'invention de l'artiste, pp. 152–153.
  - Le rêve éveillé d'une Afrique nouvelle, pp. 214–215.
  - Le doute s'installe…, pp. 262–268.
- Konjit Seyoun
  - Éthiopie: l'école des Beaux-Arts et la Révolution socialiste, pp. 298–303.
- Ousmane Sow Huchard
  - Le 1er Festival Mondial des Arts Nègres, Dakar, 1966, pp. 220–229.
- Jean-Luc Vellut
  - Premiers mouvements au Congo Belge, pp. 154–167.
- Yvonne Vera
  - Deux écoles au Zimbabwe, pp. 198–203.
- Gavin Younge
  - Continuité et rupture en Afrique du Sud, pp. 250–261.
- Sue Williamson
  - "Resistance Art" en Afrique du Sud, pp. 317–321.

## Edizioni
- a cura di N'Goné Fall e Jean Loup Pivin, Anthologie de l'art africain du XX siècle, Revue Noire, 2001,  p. 408, ISBN 2-909571-34-3.

- a cura di N'Goné Fall e Jean Loup Pivin, Anthology of African art in the XXth Century, Revue Noire, 2001,  p. 408, ISBN 1-891024-38-8.